# Championnat du Gabon de football 1982
Navigation
Saison précédente Saison suivante
La saison 1982 du Championnat du Gabon de football est la sixième édition du championnat de première division gabonaise, le Championnat National. La compétition est en fait une phase finale qui réunit les dix clubs issus des championnats provinciaux. L’ensemble des rencontres ont lieu dans la capitale, Libreville.
C'est le FC 105 Libreville qui remporte le titre, après avoir battu le CAP Owendo Libreville lors de la finale nationale. C'est le second titre de champion du Gabon de l'histoire du club.

## Les clubs participants
| - FC 105 Libreville - AS Surprise Tchibanga - AS OPRAG Port-Gentil - FC Nzimba Libreville - CAP Owendo Libreville - Petrosport FC - USM Libreville - CSB Libreville - ENSP Franceville - FC Doumayekou |

## Compétition

### Première phase

#### Groupe A
| Rang | Équipe                | Pts | J | G | N | P | Bp | Bc | Diff |  | Résultats (▼ dom., ► ext.) | 105 | CAP | ENSP | Pét | Dou |
| ---- | --------------------- | --- | - | - | - | - | -- | -- | ---- |  | -------------------------- | --- | --- | ---- | --- | --- |
| 1    | FC 105 Libreville     | 6   | 4 | 2 | 2 | 0 | 10 | 3  | +7   |  | FC 105 Libreville          |     | 1-1 | 1-1  | 3-0 | 5-1 |
| 2    | CAP Owendo Libreville | 4   | 4 | 1 | 2 | 1 | 8  | 6  | +2   |  | CAP Owendo Libreville      |     |     | 5-1  | 1-1 | 1-3 |
| 3    | ENSP Franceville      | 4   | 4 | 1 | 2 | 1 | 9  | 8  | +1   |  | ENSP Franceville           |     |     |      | 1-1 | 6-1 |
| 4    | Petrosport            | 3   | 4 | 0 | 3 | 1 | 4  | 7  | -3   |  | Petrosport                 |     |     |      |     | 2-2 |
| 5    | FC Doumayekou         | 3   | 4 | 1 | 1 | 2 | 7  | 14 | -7   |  | FC Doumayekou              |     |     |      |     |     |

#### Groupe B
| Rang | Équipe                | Pts | J | G | N | P | Bp | Bc | Diff |  | Résultats (▼ dom., ► ext.) | CSB | Ndz | USM | OPR | Sur |
| ---- | --------------------- | --- | - | - | - | - | -- | -- | ---- |  | -------------------------- | --- | --- | --- | --- | --- |
| 1    | CSB Libreville        | 7   | 4 | 3 | 1 | 0 | 15 | 3  | +12  |  | CSB Libreville             |     | 1-0 | 2-2 | 4-1 | 8-0 |
| 2    | FC Ndzimba Libreville | 5   | 4 | 2 | 1 | 1 | 14 | 2  | +12  |  | FC Ndzimba Libreville      |     |     | 1-1 | 4-0 | 9-0 |
| 3    | USM Libreville        | 5   | 4 | 1 | 3 | 0 | 15 | 6  | +9   |  | USM Libreville             |     |     |     | 3-3 | 9-1 |
| 4    | AS OPRAG Port-Gentil  | 3   | 4 | 1 | 1 | 2 | 10 | 13 | -3   |  | AS OPRAG Port-Gentil       |     |     |     |     | 6-2 |
| 5    | AS Surprise           | 0   | 4 | 0 | 0 | 4 | 3  | 32 | -29  |  | AS Surprise                |     |     |     |     |     |

### Phase finale
|  | Demi-finales          | Demi-finales          |                   |       | Finale | Finale |
|  | Demi-finales          | Demi-finales          |                   |       | Finale | Finale |
|  |                       |                       |                   |       |        |        |
|  |                       |                       |                   |       |        |        |
|  |                       |                       |                   |       |        |        |
|  | FC 105 Libreville     | 4                     |                   |       |        |        |
|  | FC 105 Libreville     | 4                     |                   |       |        |        |
|  | FC Ndzimba Libreville | 2                     |                   |       |        |        |
|  | FC Ndzimba Libreville | 2                     | FC 105 Libreville | 4     |        |        |
|  |                       |                       | FC 105 Libreville | 4     |        |        |
|  |                       | CAP Owendo Libreville | 0                 |       |        |        |
|  | CSB Libreville        | CAP Owendo Libreville | 0                 | 1 (5) |        |        |
|  | CSB Libreville        |                       |                   | 1 (5) |        |        |
|  | CAP Owendo tab        | 1 (6)                 |                   |       |        |        |
|  | CAP Owendo tab        | 1 (6)                 |                   |       |        |        |

## Bilan de la saison
| Championnat du Gabon de football 1982                             |                              |
| Champion                                                          | FC 105 Libreville (2e titre) |
| Qualifications continentales                                      |                              |
| Coupe d'Afrique des clubs champions 1983                          | FC 105 Libreville            |
| Coupe des Coupes 1983                                             | CAP Owendo Libreville        |
| Promotions et relégations                                         |                              |
| Promus en Championnat National                                    | Aucun                        |
| Relégués en Championnat du Gabon de football de deuxième division | Aucun                        |